# Seznam dílů seriálu Hrdinové: Znovuzrození
Toto je seznam dílů seriálu Hrdinové: Znovuzrození. Americký dramatický televizní seriál Hrdinové: Znovuzrození měl premiéru na stanici NBC.

## Přehled řad
| Řada | Díly | Premiéra v USA | Premiéra v USA | Premiéra v ČR    | Premiéra v ČR  |
| Řada | Díly | První díl      | Poslední díl   | První díl        | Poslední díl   |
| ---- | ---- | -------------- | -------------- | ---------------- | -------------- |
| 1    | 13   | 24. září 2015  | 21. ledna 2016 | 1. července 2016 | 12. srpna 2016 |

## Seznam dílů

### První řada (2015–2016)
| Č. v seriálu | Původní název         | Český název          | Režie            | Scénář                            | Premiéra v USA     | Premiéra v ČR     |
| ------------ | --------------------- | -------------------- | ---------------- | --------------------------------- | ------------------ | ----------------- |
| 1            | Brave New World       | Překrásný nový svět  | Matt Shakman     | Tim Kring                         | 24. září 2015      | 1. července 2016  |
| 2            | Odessa                | Odessa               | Greg Beeman      | Peter Elkoff                      | 24. září 2015      | 1. července 2016  |
| 3            | Under the Mask        | Pod maskou           | Greg Beeman      | Seamus Kevin Fahey                | 1. října 2015      | 8. července 2016  |
| 4            | The Needs of the Many | Pohřby většiny       | Jeff Woolnough   | Joey Falco                        | 8. října 2015      | 8. července 2016  |
| 5            | The Lion's Den        | V jámě lvové         | Jeff Woolnough   | Holly Harold                      | 15. října 2015     | 15. července 2016 |
| 6            | Game Over             | Konec hry            | Gideon Raff      | Nevin Densham                     | 22. října 2015     | 15. července 2016 |
| 7            | June 13th (Part 1)    | 13. červen (1. část) | Allan Arkush     | Adam Lash a Cori Uchida           | 29. října 2015     | 22. července 2016 |
| 8            | June 13th (Part 2)    | 13. červen (2. část) | Allan Arkush     | M. Raven Metzner                  | 5. listopadu 2015  | 22. července 2016 |
| 9            | Sundae, Bloody Sundae | Krvavá zmrzlina      | Gideon Raff      | Marisha Mukerjee a Sharon Hoffman | 12. listopadu 2015 | 29. července 2016 |
| 10           | 11:53 to Odessa       | 11:53 do Odessy      | Larysa Kondracki | Seamus Kevin Fahey                | 19. listopadu 2015 | 29. července 2016 |
| 11           | Send in the Clones    | Pošlete klony        | Larysa Kondracki | Peter Elkoff                      | 7. ledna 2016      | 5. srpna 2016     |
| 12           | Company Woman         | Vše pro firmu        | Jon Jones        | Holly Harold                      | 14. ledna 2016     | 5. srpna 2016     |
| 13           | Project Reborn        | Ohnivý déšť          | Jon Jones        | Tim Kring a Zach Craley           | 21. ledna 2016     | 12. srpna 2016    |

### Webizody:Dark Matters
| Číslo | Původní název         | Režie        | Scénář      | Premiéra v USA    |
| ----- | --------------------- | ------------ | ----------- | ----------------- |
| 1     | Where Are the Heroes? | Tanner Kling | Zach Craley | 9. července 2015  |
| 2     | Phoebe                | Tanner Kling | Zach Craley | 22. července 2015 |
| 3     | Registered            | Tanner Kling | Zach Craley | 22. července 2015 |
| 4     | June 13th             | Tanner Kling | Zach Craley | 22. července 2015 |
| 5     | Renautas              | Tanner Kling | Zach Craley | 22. července 2015 |
| 6     | Where the Truth Lies  | Tanner Kling | Zach Craley | 22. července 2015 |

### Webizody:Damen Peak
| Číslo | Původní název   | Režie                        | Scénář         | Premiéra v USA     |
| ----- | --------------- | ---------------------------- | -------------- | ------------------ |
| 1     | A New Target    | David Hartwell a Tom Krueger | David Hartwell | 19. listopadu 2015 |
| 2     | N/A             | David Hartwell a Tom Krueger | David Hartwell | 19. listopadu 2015 |
| 3     | A Modest Talent | David Hartwell a Tom Krueger | David Hartwell | 7. ledna 2016      |